# أليخاندرو ليرنير
أليخاندرو فيديريكو ليرنير  (بالإسبانية: Alejandro Federico Lerner) ويعرف اختصارا باسم أليخاندرو ليرنير  (بالإسبانية: Alejandro Lerner) (8 يونيو 1957 ببوينس آيرس، الأرجنتين)، هو مغني، ملحن وكاتب أغاني أرجنتيني.
خلال مسيرته الفنية، كان أليخاندرو ليرنير عضوا في عدة فرق موسيقية قبل أن ينشأ فرقته الخاصة مع مغنيين عالميين كلويس ميغيل، بول عنقا وسيلين ديون.

## حياته
وُلِد أليخاندرو في 8 يونيو 1974 في العاصمة بيونس آيرس، ثم شارك في سن مبكرة في مشروع موسيقي بقيادة غوستافو سانتوللا سنة 1977، ثم بدأ العمل مع فنانين أرجنتينيين آخرين حيث اكتسب موهبة موسيقية فذة.
في 1981 أنشأ أو فرقة له باسم السحر  (بالإسبانية: la Magia)، لكن لم يكتب لها الدوم حيث انتهت بعد سنة واحدة فقط من نشأتها ليعود أليخاندرو للعمل بشكل منفرد.
سنة 1999 أصدر ألبوم شامل لجميع أغانيه باسم 20 سنة (بالإسبانية: 20 Años) بمناسبة مرور 20 سنة على انطلاقته الفنية.
في 2002 تعاون أليخاندرو مع كارلوس سانتانا في الولايات المتحدة في أغنية بعنوان وداعا الآن (بالإسبانية: Hoy Es Adiós) ضمن ألبوم شامان.

## ديسكوغرافيا
| السنة    | الأغنية                     | بالإسم الأصلي              |
| عقد 2000 | عقد 2000                    | عقد 2000                   |
| -------- | --------------------------- | -------------------------- |
| 2016     | أصيلة                       | Auténtico                  |
| 2011     | غران ريكس لايف              | En vivo Gran Rex           |
| 2007     | غاضب                        | Enojado                    |
| 2006     | أغاني لفتاة من الشعب        | Canciones para gente niña  |
| 2003     | رحلة سعيدة                  | Buen viaje                 |
| 2002     | ليرنر.فيفو                  | Lerner.Vivo                |
| 2000     | إذا كنت تريد أن تعرف من أنا | Si quieres saber quién soy |
| عقد 1990 |                             |                            |
| 1999     | 20 سنة                      | 20 años                    |
| 1997     | العودة إلى البداية          | Volver a empezar           |
| 1997     | الفندق السحري               | Magic hotel                |
| 1995     | ما زال السحر                | La magia continúa          |
| 1994     | ترخيص للطيران               | Buen viaje                 |
| 1992     | الحب بلا حدود               | Amor infinito              |
| 1990     | بين السطور                  | Entrelíneas                |
| 1990     | أغاني                       | Canciones                  |

## روابط خارجية
- أليخاندرو ليرنير على موقع ميوزك برينز (الإنجليزية)
- أليخاندرو ليرنير على موقع أول ميوزيك (الإنجليزية)
- أليخاندرو ليرنير على موقع ديسكوغز (الإنجليزية)

- الموقع الرسمي